# Fabio Pecchia
Fabio Pecchia (sinh ngày 24 tháng 8 năm 1973) là một cầu thủ bóng đá người Ý.

## Đội tuyển bóng đá quốc gia Ý
Pecchia được triệu tập vào đội hình đội tuyển bóng đá quốc gia Ý tham dự Thế vận hội Mùa hè 1996.